# Corry Evans
Corry John Evans, född 30 juli 1990 i Belfast, är en nordirländsk fotbollsspelare som spelar för Oldham Athletic. Han representerar även Nordirlands herrlandslag i fotboll. Evans har tidigare spelat för bland annat Manchester United, Hull City och Blackburn Rovers.
Han är bror till fotbollsspelaren Jonny Evans som spelar för Manchester United.

## Karriär
Den 15 juli 2021 värvades Evans av League One-klubben Sunderland, där han skrev på ett tvåårskontrakt med option på ytterligare ett år. Den 6 oktober 2024 skrev Evans på ett korttidskontrakt med League Two-klubben Bradford City.
Den 15 januari 2025 skrev Evans på ett kontrakt över resten av säsongen med National League-klubben Oldham Athletic.